# Le Livre des contes perdus
Le Livre des contes perdus (titre original : The Book of Lost Tales) forme les deux premiers volumes de l’Histoire de la Terre du Milieu. Il a été publié en deux tomes en version originale (1983-1984), et en deux puis un seul tome en version française (édition « compacte » chez Christian Bourgois éditeur).
Comprenant les premiers textes de l'histoire de Jours Anciens, qui prirent plus tard le nom de « Silmarillion », il a été composé par J. R. R. Tolkien entre 1915 et 1925. Le schéma narratif initial est assez simple : Eriol, un marin, arrive sur l'île de Tol Eressëa, et rencontre des Gnomes, qui lui content l'histoire de la Terre du Milieu (qui n'a pas encore ce nom à l'époque de la composition). Les Contes Perdus ne couvrent que l'histoire de ce qui deviendra par la suite le Premier Âge, les deux Âges ultérieurs ayant émergé plus tardivement.
Ces textes se distinguent par leur style volontairement archaïque, que Tolkien abandonna plus ou moins par la suite.

## Les contes
1. La Chaumière du Jeu Perdu (The Cottage of Lost Play) est une introduction, relatant l'arrivée d'Eriol à la Chaumière du jeu perdu.
2. La Musique des Ainur (The Music of the Ainur) relate la création du monde par Ilúvatar et les Ainur ; il s'agit là de la première version de ce qui deviendra l'Ainulindalë.
3. La Venue des Valar et la Construction de Valinor (The Coming of the Valar and the Building of Valinor) décrit les premières heures du monde, les premières guerres contre Melko et la naissance des Deux Arbres de Valinor.
4. L'Enchaînement de Melko (The Chaining of Melko) relate le premier emprisonnement de Melko.
5. La Venue des Elfes et la Construction de Kôr (The Coming of the Elves and the Making of Kôr) décrit l'éveil des Elfes, et la manière dont ils ont été guidés vers Valinor. Cette version diffère en large mesure de celle du Silmarillion.
6. Le Vol de Melko et l'Assombrissement de Valinor (The Theft of Melko and the Darkening of Valinor) décrit l'alliance de Melko avec l'araignée Ungweliantë, future Ungoliant, le vol des Silmarils et la mort des deux arbres de Valinor.
7. La Fuite des Noldoli (The Flight of the Noldoli) est le point de départ de l'aventure des Elfes en Terre du Milieu. Entre autres passages forts : le massacre d'Alqualondë et la traversée des glaces de l'Helcaraksë.
8. Le Conte du Soleil et de la Lune (The Tale of the Sun and Moon) raconte, de façon beaucoup plus détaillée que Le Silmarillion, la création du Soleil et de la Lune par les Valar, ainsi que le commencement du temps.
9. La Dissimulation de Valinor (The Hiding of Valinor), ou comment l'accès à Valinor a été bloqué par l'érection de montagnes et l'élaboration de puissants sortilèges.
10. Le Conte de Gilfanon : la Peine des Noldoli et la Venue des Hommes (Gilfanon's Tale: The travail of the Noldoli and the Coming of Mankind) décrit, de façon assez laconique, les premières heures des Elfes de retour en Terre du Milieu, de même que l'arrivée des Hommes.

Le deuxième livre raconte les événements du Premier Âge, repris après de nombreux remaniements dans Le Silmarillion et les Contes et légendes inachevés
1. Le Conte de Tinúviel (The Tale of Tinúviel), présent dans le Silmarillion sous le titre de Beren et Lúthien, raconte l'histoire de ce couple fameux qui réussit à reprendre un Silmaril à Melko. La principale différence entre ce récit et celui du Silmarillion tient à la nature de Beren : il est ici un Elfe, et non pas un Homme. On trouve également dans ce conte un certain Tevildo, prince des chats, dans un passage des plus particuliers.
2. Turambar et le Foalókë (Turambar and the Foalókë) présente l'histoire de Túrin et de la mort du premier dragon, Glórund (Glaurung dans le Silmarillion). Une autre version est présente dans le premier tome des Contes et légendes inachevés.
3. La Chute de Gondolin (The Fall of Gondolin), lui aussi, a une autre version (incomplète) dans les Contes et légendes inachevés. Il s'agit de l'histoire de Tuor et de son arrivée à Gondolin, puis de la chute de cette cité cachée. Il s'agit du premier texte qu'ait écrit J. R. R. Tolkien sur la Terre du Milieu, datant de 1917-8.
4. Le Nauglafring (The Nauglafring) relate l'histoire du collier des Nains, à l'origine de la chute de Doriath.
5. Le Conte d'Eärendel (The Tale of Eärendel), ou comment Eärendel, le plus grand marin de tous les temps, rejoignit Valinor pour demander l'aide des Valar.
6. L'histoire d'Eriol ou Ælfwine (The History of Eriol or Ælfwine and the End of the Tales) forme une conclusion à l'ensemble des Contes perdus.